# Hamden (Ohio)
Pour les articles homonymes, voir Hamden.
Hamden est un village américain situé dans le comté de Vinton, dans l'Ohio. Selon le recensement de 2010, sa population est de 879 habitants.